# هارولد جارنر
هارولد جارنر (بالإنجليزية: Harold Garner)‏ هو فيزيائي أمريكي، ولد في 5 فبراير 1954.